# Lamont (Michigan)
Lamont statisztikai település USA Michigan államában, Ottawa megyében. Lakosainak száma 8802 fő (2020. április 1.).

## Népesség
A település népességének változása:

| 2010 | 7 575 |
| 2020 | 8 802 |